# Lahr, Cochem-Zell
Lahr là một đô thị ở huyện Cochem-Zell, bang Rheinland-Pfalz, Đức. Đô thị này có diện tích 3,6 ki-lô-mét vuông.